# Callista Roy
Callista Roy (ur. 14 października 1939 w Los Angeles) – amerykańska pielęgniarka i teoretyk pielęgniarstwa, twórca własnego modelu opieki pielęgniarskiej, zwanego modelem adaptacyjnym.

## Życiorys
Jest córką pielęgniarki. W wieku 14 lat podjęła pracę w szpitalu, najpierw w  magazynie, a potem jako salowa. Przystąpiła do Świeckiego Zgromadzenia Sióstr św. Józefa z Carondeletu. W 1963 ukończyła licencjackie (bakałarz) studia pielęgniarskie w Mount St. Mary's University (Los Angeles), a następnie uzyskała na Uniwersytecie Kalifornijskim stopień magistra w dziedzinie pielęgniarstwa pediatrycznego (1966) i socjologii (1975). Po studiach pracowała jako wykładowca pielęgniarstwa. Doktoryzowała się w 1977 z socjologii. Prowadziła też badania kliniczne dotyczące pielęgniarstwa. Obecnie wykłada pielęgniarstwo w San Francisco i Bostonie (Boston College). Począwszy od pracy magisterskiej formułowała założenia własnego modelu adaptacyjnego opieki pielęgniarskiej, w którym podkreślała, że pielęgniarstwo jest rozpoznawaniem reakcji adaptacyjnych u podopiecznych oraz interwencją w proces adaptacyjny pacjenta, zarówno w jego zdrowiu, jak i w chorobach. W tym kontekście zadaniem pielęgniarstwa jest wyjaśnianie procesów życiowych człowieka, jego działań, myślenia, wartościowania i odczuć.